# Гиллеметта (графиня Монбельяра)

Графство Монбельяр на карте Верхней Бургундии

Гильметта (Гильометта) Нёвшательская (фр. Guillemette (Guillaumette) de Neuchâtel) (ок.1265 — 1317) — графиня Монбельяра с 1282. Дочь нёвшательского графа Амедея I и Жорданны де Ла Саррас, правнучка графа Монбельяра Тьерри III.

## Биография
В 1282 году вышла замуж за Рено Бургундского (ум. 1322), брата графа Бургундии Оттона IV.
В том же году умер её прадед Тьерри III Монбельярдский. Он пережил своих детей и по завещанию оставил все владения правнучке — Гильметте, как старшей из внучек его старшей дочери.
Завещание оспорил Тибо IV де Нёвшатель-Бургонь (ум. 1300/1304), внук Тьерри III по матери. Он заручился поддержкой Оттона IV Бургундского — брата мужа Гильметты, пообещав в случае успеха принести за Монбельяр ленную присягу. Чтобы избежать войны или долгих судебных разбирательств, муж Гильметты Рено Бургундский уступил Тибо III часть графства Монбельяр — сеньории Бламон, Шатело, Клемон, Бермон и Кюзанс, оставаясь их сюзереном. На этом вопрос был решён.

## Брак и дети
В браке Гильметты и Рено Бургундского родились дети:
- Отенен (ум. 1338), признан недееспособным вследствие умственной отсталости;
- Агнесса (ум. 1367), жена Анри де Монфокона. Они с мужем унаследовали Монбельяр в 1322 году;
- Жанна (ум. 1347/49), дама Эрикура и Бельфора, 1-й муж Ульрих III, граф Ферретты, 2-й муж — Родольф-Гессо фон Церинген, маркграф Бадена, 3-й муж — граф Вильгельм де Катценельнбоген;
- Маргарита (ум. после 1330), жена Гильома II д’Антиньи, сеньора де Сен-Круа;
- Аликс (ум. после 13 мая 1362), дама де Монфлёр и де Лон, жена графа Осера Жана II.